# 오이와촌 (돗토리현)
오이와촌(大岩村)은 돗토리현 이와미군에 있던 촌이다. 현재의 이와미정에 해당한다. 1896년 3월 31일까지 이와이군에 속해있었다.

## 역사
- 1889년 4월 1일 - 정촌제 시행에 의해 이와이군 오이와촌이 성립하였다.
- 1896년 4월 1일 - 호미군, 이와이군, 오미군의 구역을 가지고 이와미군이 성립하여, 이와미군 오이와촌이 되었다.
- 1953년 7월 1일 - 이와이정, 아지로촌, 다지리촌, 우라토미정, 히가시촌, 오다촌, 가모촌, 오이촌과 합병해 이와미정이 성립하여, 동일 오이와촌은 폐지되었다.

## 교통

### 철도
- 일본국유철도
  - 산인본선

### 도로
- 국도 제9호선